# SMAP×SMAP
SMAP×SMAP（日语：スマップ×スマップ， 通称）是一档由日本关西电视台和富士电视台联合制作，并在富士电视网每周一晚间22时整至22时54分播出的综艺节目。该节目自1996年4月15日首播，完结于2016年12月26日。 本节目由SMAP主持，并为他们的冠名节目。

## 演出阵容

### 主持人
- SMAP
  - ■粉 中居正广
  - ■红 木村拓哉

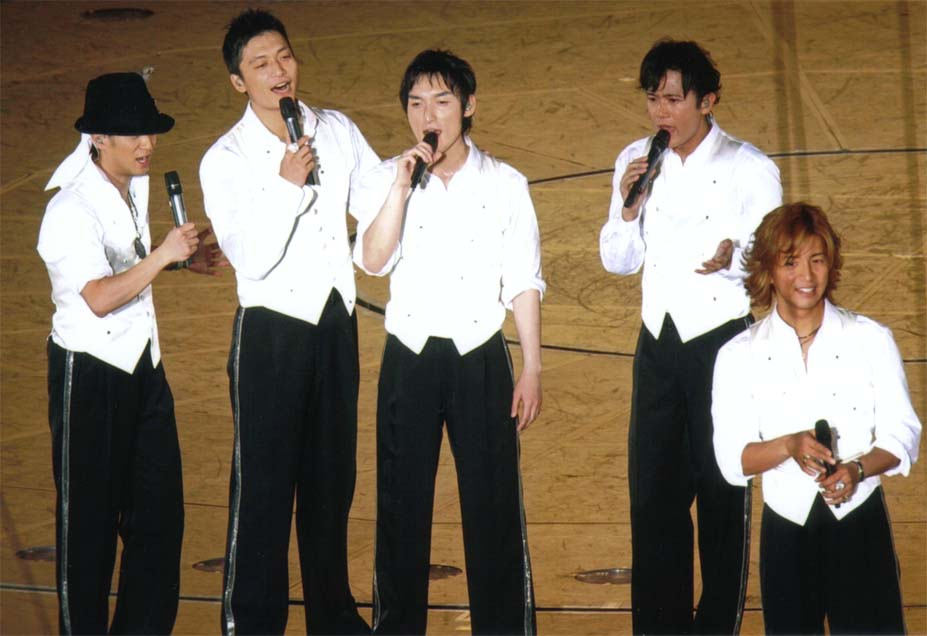
SMAP（左起：中居正广、香取慎吾、草彅刚、稻垣吾郎、木村拓哉）。

  - ■蓝 稲垣吾郎（2001年8月27日播出后暂离节目，2002年1月14日播出时回归。）
  - ■黄 草彅刚（2009年4月27日播出后暂离节目，同年6月1日播出时回归。）
  - ■绿 香取慎吾

※ 中居正广的代表色为蓝色，稲垣吾郎的代表色为粉色。只有在富士电视台制作的节目中，两人才会交换彼此的代表色。

※ 节目制作方根据这样的颜色划分来安排大家在“BISTRO SMAP”的服装以及节目字幕颜色。

※ 五人同时出现的时候，一般由中居正广负责协调主持。
节目中五位主持人的称呼一般是中居正广直呼其姓氏为“中居”，而其余四位成员则是称呼其名字：（木村）拓哉、（稲垣）吾郎、（草彅）刚、（香取）慎吾。

#### 已离任主持人
- SMAP（时任成员）
  - ■白 森且行（1996年5月27日播出后离任。）

### 固定嘉宾
| - 斋藤洋介 - 柴田理恵 - 横山惠 | - おすぎ - ピーコ - 片冈鹤太郎 | - 胜村政信 - 樱井淳子 - YOU | - 伊藤裕子 - 近藤芳正 - 户田惠子 | - あのねのね - 白石美帆 - 生濑胜久 | - 香里奈 - 草野仁 - 田中要次 |

### 其他嘉宾
第一集播出的“BISTRO SMAP”环节嘉宾为日本知名女演员大原丽子。本节目的主要内容由王牌环节“BISTRO SMAP”和音乐环节“S-Live”构成，而上过本节目的嘉宾从新人新秀到天王天后，从日本国内到国际海外，形形色色有许多人参加过本节目。
以下列举的名单并非全部来宾的完整名单。

#### 杰尼斯
| - 近藤真彦 - 少年队 - 近畿小子 - 冈田准一（V6） - 泷与翼 | - 山下智久（NEWS前成员） - 内博贵（NEWS/关西杰尼斯8前成员） - KAT-TUN - 薮宏太（Hey! Say! JUMP） - 八乙女光（Hey! Say! JUMP） | - Kis-My-Ft2 - 舞祭组 - 中山优马 - Sexy Zone - A.B.C-Z - 小杰尼斯 - 生田斗真 |

#### 亲友团
| - 碇矢长介（漂流者前成员） - 加藤茶（漂流者前成员） - 志村健（漂流者前成员） - 笑福亭鹤瓶 - 北野武 | - 明石家秋刀鱼 - 塔摩利 - 隧道二人组 - 松本人志（DOWN TOWN） - 內村光良（小內小南） | - Hiromi - 爆笑问题 - SUMMERS - 雨后敢死队 - NINETY-NINE |

#### 非日籍歌手
| - 迈克尔·杰克逊 - 麦当娜 - 史提夫·汪达 - 辛蒂·罗波 - 莱昂纳尔·里奇 - 陳慧琳 - 珍妮·杰克逊 | - 邦·乔维 - O-Zone - Lady Gaga - Maroon 5 - 泰勒·斯威夫特 - 艾薇儿 | - 贾斯汀·比伯 - 爱莉安娜·格兰德 - 库尔伙伴合唱团 - 地，风与火 - 丹尼尔·帕德 - 本·E·金 | - 卡洛尔·金 - 凯蒂·佩里 - 法瑞尔·威廉姆斯 - 理查德·艾斯利 - 查理·普斯 - 梅根·崔娜 | - 文化俱乐部 - 香蕉女郎 - 史汀 - 东方神起 - 少女时代 |

#### 非日籍演员
| - 布拉德·皮特 - 汤姆·克鲁斯 - 成龙 - 劉德華 - 威尔·史密斯 - 林志玲 - 卡梅隆·迪亚兹 | - 崔志宇 - 理查·基尔 - 阿兰·德龙 - 金城武 - 裴勇俊 - 哈里森·福特 - 湯姆·漢克 | - 罗伯特·德尼罗 - 阿诺·施瓦辛格 - 夏绿蒂·凯特·福克斯 - 梁朝偉 - 基努·李維 |

#### 日籍歌手
| - 北岛三郎 - 泽田研二 - 小田和正 - 森进一 - 谷村新司 - 矢泽永吉 - 和田现子 - 忌野清志郎 - 松山千春 - 西城秀树 - 乡裕美 | - 恰克与飞鸟 - 布袋寅泰 - 吉川晃司 - 稻叶浩志（B'z） - 松任谷由实 - 长渊刚 - 久保田利伸 - 粉红淑女 - 中森明菜 - 松田圣子 - 小泉今日子 | - 中山美穂 - 米米CLUB - PRINCESS PRINCESS - THE ALFEE - TM NETWORK - DREAMS COME TRUE - 郁金香 - 安·刘易斯 - BARBEE BOYS - 玉置浩二 - 佐野元春 | - 德永英明 - 夏之管 - 东京斯卡乐园管弦乐团 - GLAY - 广濑香美 - JUDY AND MARY - ulfuls - 乱射Q - TRF - globe - 星期三的康帕内拉 | - 安室奈美恵 - 宇多田光 - 滨崎步 - 帕妃 - SPEED - MAX - 冈本真夜 - 小事乐团 - 早安少女 - T.M.Revolution - 气志团 | - 化学超男子 - Aqua Timez - Perfume - 西野加奈 - AKB48 - 柚子 - 生物股长 - 放克猴宝贝 - 放浪兄弟 - THE YELLOW MONKEY - 阳光直人 | - Sonar Pocket - Golden Bomber - E-girls - SEKAI NO OWARI - 卡莉怪妞 - JUJU - 藤卷亮太 - back number - 平井坚 - DAIGO - Superfly | - 绚香 - 秦基博 - 森山直太朗 - RIP SLYME - 极卑劣少女 - MIYAVI - 湘南乃风 - 星野源 - 高桥优 |

#### 其他嘉宾
| - 石破茂（众议院议员） - 小泉纯一郎（日本首相） | - 安倍晋三（日本首相） - 麻生太郎（日本首相） | - 小池百合子（日本东京都知事） - 戈尔巴乔夫（苏联总统） |

## 爱之大赏
“爱之大赏”（Love Award）是《SMAP×SMAP》每年进行一次的特别节目。在节目上，《SMAP×SMAP》会播出当年未公开的出错画面，借此来评选“SMAP×SMAP最爱团员”和“SMAP×SMAP最不爱团员”。
一般被选为“SMAP×SMAP最不爱团员”的成员会进行一期特别节目，而这个名单宣布是交由《清晨闹钟TV》宣布。
2001年、2006年及2009年以后，没有再播送过本特别节目。

### 历年获奖者
| 播出日期              | 主持人   | 爱之大赏优胜者 | 爱之大赏败选者 | 败选者的惩罚                             |
| --------------------- | -------- | -------------- | -------------- | ---------------------------------------- |
| 1998年10月12日        | 森本毅郎 | -              | 中居正広广     | 头顶巨大水气球                           |
| 1999年10月11日        | 森本毅郎 | -              | 稲垣吾郎       | 足部按摩                                 |
| 2000年10月23日        | 草野仁   | -              | 香取慎吾       | 超辣味湘爆拉面                           |
| 2002年3月4・11日      | 草野仁   | -              | 中居正广       | 特别节目播出当日前往各大清晨直播节目宣传 |
| 2003年3月10・17日     | 儿玉清   | 草彅刚         | 稲垣吾郎       | 特别节目播出当日前往各大清晨直播节目宣传 |
| 2004年4月26日・5月3日 | 三宅裕司 | 香取慎吾       | 中居正广       | 特别节目播出当日前往各大清晨直播节目宣传 |
| 2005年7月4日・7月11日 | 中居正广 | 香取慎吾       | 中居正广       |                                          |
| 2007年4月2日          | 中居正广 | 稲垣吾郎       | 草彅刚         | 扮成雷曼去购物                           |
| 2008年8月4日          | 中居正广 | 香取慎吾       | 草彅刚         | 一人SMAP×SMAP“Kusappu×Kusappu”           |

## 完结特辑
《SMAP×SMAP》最终回于2016年12月26日18:30－23:18播出，长达近5小时（实际播出288分钟）特别版节目是节目史上最长播出时间。自此，播出年限长达20年零9个月，播出集数多达920集的《SMAP×SMAP》落下帷幕。
在最终回的完结特辑节目中，节目组不仅整理了节目从最初播出到现在的全部历史，还回顾了SMAP长达28年的组合活动历史。汇总以为标题，回顾了从1996年到2016年以“BISTRO SMAP”和“S-Live”两个环节为中心的嘉宾及播出的SMAP背景音乐。下列的在过往播出的十个特别节目也在本次特辑中重播（括号内为该特别节目的首播年份）。
- 森且行 最终舞台（1996年）
- 倒计时特辑（1997年）
- 推广激战（2001年）
- 稻垣吾郎回归LIVE（2002年）
- SMAP×SMAP裁判（2002年）
- SMAP×迈克尔·杰克逊（2006年）
- 草彅刚回归LIVE（2009年）
- 现在，我们能做些什么呢？（2011年）
- SMAP首次五人之旅（2013年）
- FNS 27小时 45分钟Non-Stop歌曲联唱（2014年）

虽然最终回是采用直播形式播出，但是SMAP成员中并没有人到场。 整个直播由西山喜久恵（富士电视台播音员）负责串场，由于节目开放传真机由观众投稿，所以投稿内容由其在节目内不时插播。
虽然成员们并没有在节目上口头说明任何消息，但是在22:50分左右，在广告破口的时候，播出屏幕上出现如下字句。
SMAP×SMAP20年，团队活动28年，还有大家的感受，真的真的非常感谢。感谢大家的支持。SMAP

在这段广告之后，紧接着播出的内容是“SMAP 28年的奇迹”。该内容讲述了SMAP从组成到出道，再到如今的历程回顾。背景音乐采用了SMAP的歌曲《Best Friend》和《Triangle》的音乐盒版。

《SMAP×SMAP》完结特辑中SMAP最终舞台之后的结束画面。

节目的最后是SMAP五子的最后舞台，舞台由五彩鲜花组成，SMAP在舞台上演唱了《世界上唯一的花》。 歌曲结束后，全体成员鞠躬90长达90秒。伴随着《世界上唯一的花》的音乐盒版，帷幕缓缓落下。落幕之后，印有节目标志的白色瓷杯出现，瓷杯里有五朵象征着SMAP五子的鲜花。 拍摄完成后，在节目组成员的掌声中，舞台被拆走。
节目完结后，贴片广告播出的是节目组成员与SMAP五子的纪念合影，而背景音乐则是SMAP的出道曲《Can't Stop!! -LOVING-》。同时节目的完结部分还展示了许多观众的传真，向SMAP表示谢意和支持。特别节目最后依旧是SMAP五子为地震应援的公益广告。自此，本节目全部完结。

## 历年收视
《SMAP×SMAP》历年收视率是由视频调研公司在关东地区以家庭为单位进行的实时调查数据而得来。
自1996年4月15日播出第一集到2016年12月26日播出最终集，《SMAP×SMAP》全部920集的平均收视率为18.2%。

### 历年收视率TOP20
本节目历经1990年代、2000年代和2010年代，在三个不同年代都创造了优秀的收视率。
| 排名 | 播出日期       | 收视率 | 播出标题及主要内容 |
| ---- | -------------- | ------ | --- |
| 1    | 2002年1月14日  | 34.2%  | 《SMAP×SMAP'02 紧急直播！今夜SMAP五人将一起表演。》 - 视频调研公司“娱乐综艺节目类”最高收视；总收视排行第七位。 - 瞬间最高收视率达到39.0%（22:55）。 - 时隔七个月，稲垣吾郎重返节目。 - 在节目后半段为庆祝稲垣吾郎回归而制作的“稲垣吾郎回归SPECIAL LIVE”中，SMAP演唱了《Best Friend》、《夜空的彼岸》和《SHAKE》三首歌曲。 - 本期节目播出时间较通常播出时段延后了15分钟，实际播出时间22:15－23:09。 |
| 2    | 1999年7月12日  | 33.5%  | - 宇多田光作为嘉宾在“BISTRO SMAP”环节中登场。1990年代，日本地面电视网常规节目最高收视。 |
| 3    | 2002年1月21日  | 31.7%  | 《SMAP×SMAP'02 BISTRO SMAP 他们成为一对是有原因的SP》 - 稲垣吾郎归队后的首期节目。 |
| 4    | 2016年1月18日  | 31.2%  | - 由于日本各大娱乐媒体对SMAP解散风波的密集报道，为了应付日本大众的轩然大波，SMAP更改原本计划播出的内容，改为道歉直播。 - 道歉之后播出了预先录制的“BISTRO SMAP”环节。 事实上，“BISTRO SMAP”并非当天要播出的内容。原本计划播出的“”被终止播出并无限期搁置。 - 瞬间最高收视率达到37.2%。 - 当期节目平均收视率突破30%，是自2002年1月21日创下节目史上第三高收视率31.7%之后十四年里的最高收视率。 - 作为参考数据，日本2015－2016年收视率突破30%的节目就还只有《第66届NHK红白歌合战》。 - 本期节目播出时间较通常播出时段延后了15分钟，实际播出时间22:15－23:09。                                                                        |
| 5    | 2000年11月27日 | 30.0%  | - 节目播出前一天正好爆出木村拓哉结婚事件。事实上，在节目播出的所有内容中，都没有涉及过木村拓哉的婚姻问题。 |
| 6    | 2001年3月19日  | 29.6%  | 《BISTRO SMAP合集篇》 - 这是一个由中居正广为来访嘉宾点单，木村拓哉、稻垣吾郎、草彅刚和香取慎吾分组为客人烹制菜肴的环节。 |
| 7    | 1996年6月24日  | 29.5%  | |
| 8    | 1997年9月15日  | 29.4%  | 《SMAP×SMAP 一直等到秋天15分钟加长特别版》（实际播出时间：22:00－23:09） |
| 9    | 2001年2月12日  | 29.0%  | |
| 10   | 2001年2月19日  | 28.1%  | |
| 11   | 2001年1月8日   | 28.0%  | 《SMAP×SMAP'01新春S1生大奖赛》 |
| 12   | 2000年12月11日 | 28.0%  | |
| 13   | 2001年1月22日  | 27.7%  | |
| 14   | 2000年12月18日 | 27.4%  | 《SMAP×SMAP'00 SMAP×SMAP首次在20世纪展现曙光 BEST30特辑》 |
| 15   | 2000年12月25日 | 27.2%  | |
| 16   | 2001年2月5日   | 27.1%  | |
| 17   | 1997年12月31日 | 27.0%  | 《SMAP×SMAP'97－'98 倒计时特辑》（上半部分实际播出时间：19:00－20:00；下半部分实际播出时间：23:45－翌日0:45） - 上半部分为节目在97年的已播送内容回顾专题（事前录制）。 - 下半部分为直播，在跨入1998年倒数中，10000枚搭建好的多米诺骨牌依次倒下。在直播时，由于中居正广还担任“NHK红白歌合战”的白组主持，故而他是中途加入到直播中。 在中居从涉谷NHK台场赶往富士电视台本部的时候，节目随时插播中居所搭乘大巴的状况。由于交通堵塞，中居不得不更换摩托车赶往富士电视台。中居不在时，由木村拓哉担任主主持。 中居正广最终在节目结束时的《彼岸的夜空》各种赶到。 - 这个近乎闹剧的新年直播成为日本除夕综艺节目类的历年收视率最高的节目。 |
| 18   | 2004年1月12日  | 26.9%  | 《SMAP×SMAP'04 紧急直播企划！我们在元旦做这样的事情特辑！》（实际播出时间：22:15－23:24） |
| 19   | 2001年3月5日   | 26.7%  | |
| 20   | 2006年3月13日  | 26.6%  | |

## 联播放送

### 截止播出完结
| 播出地区      | 电视台                  | 所属电视网                       | 播出日期                     | 同步/延迟 | 备注      |
| ------------- | ----------------------- | -------------------------------- | ---------------------------- | --------- | --------- |
| 近畿地区      | 关西电视台（KTV）       | 富士电视网                       | 每周一22:00－22:54           | 制作单位  |           |
| 关东地区      | 富士电视台（CX）        | 富士电视网                       | 每周一22:00－22:54           | 制作单位  |           |
| 北海道        | 北海道文化电视台（UHB） | 富士电视网                       | 每周一22:00－22:54           | 同步播出  |           |
| 岩手县        | 岩手可爱电视台（mit）   | 富士电视网                       | 每周一22:00－22:54           | 同步播出  |           |
| 宫城县        | 仙台电视台（OX）        | 富士电视网                       | 每周一22:00－22:54           | 同步播出  |           |
| 秋田县        | 秋田电视台（AKT）       | 富士电视网                       | 每周一22:00－22:54           | 同步播出  |           |
| 山形县        | 樱桃电视台（SAY）       | 富士电视网                       | 每周一22:00－22:54           | 同步播出  | [ 注 6 ]  |
| 福岛县        | 福島电视台（FTV）       | 富士电视网                       | 每周一22:00－22:54           | 同步播出  |           |
| 长野县        | 长野电视台（NBS）       | 富士电视网                       | 每周一22:00－22:54           | 同步播出  |           |
| 新潟县        | 新泻综合电视台（NST）   | 富士电视网                       | 每周一22:00－22:54           | 同步播出  |           |
| 富山县        | 富山电视台（BBT）       | 富士电视网                       | 每周一22:00－22:54           | 同步播出  |           |
| 石川县        | 石川电视台（ITC）       | 富士电视网                       | 每周一22:00－22:54           | 同步播出  |           |
| 福井县        | 福井电视台（FTB）       | 富士电视网                       | 每周一22:00－22:54           | 同步播出  |           |
| 静冈县        | 静冈电视台（SUT）       | 富士电视网                       | 每周一22:00－22:54           | 同步播出  |           |
| 中京地区      | 东海电视台（THK）       | 富士电视网                       | 每周一22:00－22:54           | 同步播出  |           |
| 鸟取县 島根县 | 山阴中央电视台（TSK）   | 富士电视网                       | 每周一22:00－22:54           | 同步播出  |           |
| 冈山县 香川县 | 冈山电视台（OHK）       | 富士电视网                       | 每周一22:00－22:54           | 同步播出  |           |
| 广岛县        | 新广岛电视台（TSS）     | 富士电视网                       | 每周一22:00－22:54           | 同步播出  |           |
| 爱媛县        | 爱媛电视台（EBC）       | 富士电视网                       | 每周一22:00－22:54           | 同步播出  |           |
| 高知县        | 高知SunSun电视台（KSS） | 富士电视网                       | 每周一22:00－22:54           | 同步播出  | [ 注 7 ]  |
| 福冈县        | 西日本电视台（TNC）     | 富士电视网                       | 每周一22:00－22:54           | 同步播出  |           |
| 佐贺县        | 佐贺电视台（STS）       | 富士电视网                       | 每周一22:00－22:54           | 同步播出  |           |
| 长崎县        | 长崎电视台（KTN）       | 富士电视网                       | 每周一22:00－22:54           | 同步播出  |           |
| 熊本县        | 熊本电视台（TKU）       | 富士电视网                       | 每周一22:00－22:54           | 同步播出  |           |
| 鹿儿岛县      | 鹿儿岛电视台（KTS）     | 富士电视网                       | 每周一22:00－22:54           | 同步播出  |           |
| 冲绳县        | 冲绳电视台（OTV）       | 富士电视网                       | 每周一22:00－22:54           | 同步播出  |           |
| 大分县        | 大分电视台（TOS）       | 富士电视网 日本电视网            | 每周一0:54－1:49（周二深夜） | 延迟播出  | [ 注 8 ]  |
| 宫崎县        | 宫崎电视台（UMK）       | 富士电视网 日本新闻网 朝日电视网 | 每周五0:54－1:51（周四深夜） | 延迟播出  | [ 注 9 ]  |
| 青森县        | 青森电视台（RAB）       | 日本电视网                       | 每周日13:10－14:05           | 延迟播出  | [ 注 10 ] |
| 山梨县        | 山梨电视台（UTY）       | TBS新闻网                        | 每周六16:00－16:54           | 延迟播出  |           |

### 中途退出联播
| 播出地区 | 电视台             | 所属电视网 | 播出日期            | 备注      |
| -------- | ------------------ | ---------- | ------------------- | --------- |
| 德岛县   | 四国电视台（JRT）  | 日本电视网 | 节目始播－2010年6月 |           |
| 高知县   | 高知电视台（KUTV） | TBS电视网  | 节目始播－1997年3月 | [ 注 11 ] |
| 山口县   | 山口电视台（TYS）  | TBS电视网  | 不明－2016年9月     | [ 注 12 ] |

### 说明
- 富士电视网旗下27家加盟电视台（含有时差播出的大分电视台）都实现了字幕播出，富士电视网诸加盟电视台与青森电视台实现了高清播出。

## 开场音乐
《SMAP×SMAP》所使用的开场曲均为SMAP历年所发行单曲。
- 《蓝色闪电（日语：青いイナズマ）》（1996年）
- 《SHAKE》（1996年）
- 《Dynamite》（1997年）
- 《Peace!（日语：Peace!）》Peace!（日语：Peace!）（1997年）
- 《夜空的彼岸》（1998年）
- 《一起去看朝阳（日语：朝日を見に行こうよ）》（1999年）
- 《Let It Be（日语：Let It Be (SMAPの曲)）》（2000年）
- 《freebird（日语：freebird）》（2002年）
- 《This is love》（2010年）
- 《我的一半》（2011年）
- 《Mistake!》（2013年）
- 《Top Of The World》（2014年）
- 《Otherside（日语：Otherside/愛が止まるまでは）》（2015年）

### 备注
1. ↑  较为后期播出是采用这首歌作为开场曲。
2. ↑  在为东日本大地震及熊本地震募款时作为片尾曲使用。
3. ↑  共同制作并播出。赞助商由关西电视台招募。
4. ↑  中间“×”是不发音的。
5. ↑  由于大分电视台是延后播出，故而在播出时以“道歉内容已在昨日关西电视台播出”和播送股票讯息为由而删除。宫崎电视台也因同样的理由在播出时删除了道歉环节。另外，青森电视台在播出时修改了节目时间以和时机对应。而山口电视台和山梨电视台则不确定是否做了同样的修改。
6. ↑  1997年4月开始参与联播。
7. ↑  1997年4月从高知电视台移动到本台播出。
8. ↑  2009年4月从周五19点档移动到本时段播出，特别是有特辑播出的时候。如果播出的15分钟增加版的话，那么首播的时候可能不会播出而在重播的时候再播出。
9. ↑  2008年6月改为每周一19:00－19:55，2010年3月改为每周日14:00－14:55，2010年7月改为每周一0:29－1:24（周二深夜），2013年3月改为每周五0:40－1:35（周四深夜），2013年9月改为每周五0:53－1:50（周四深夜）播出。
10. ↑  由于本台是日本电视网的重点转播站，如有体育赛事直播（如足球、马拉松、长距离接力赛等），则节目播出日期会推迟或提前到周六播出。2016年12月19日播出的85分钟加长版延迟七天后播出，改为12月27日2:00－3:25（26日深夜）播出；最终集特别版则延迟四天后播出，改为12月31日1:00－5:50（30日深夜）播出。
11. ↑  高知SunSun电视台开台后，从本台转移至该台播出。
12. ↑  截止2008年9月前，播出时间为每周六19:00－19:56。由于本台是TBS电视网核心台，如遇TBS电视网在该19点档需要播出两小时以上的节目，那么本节目就不会播出。2008年10月到2010年3月，本节目被移动到每周二15:55－16:50播出。从2010年3月29日开始，本节目又被移动到每周一23:59－翌日0:54播出。2016年9月26日结束对本节目的播出。

### 出处
1. 1 2  毎日新聞社. . 毎日新聞. 2016-08-18  [2016-08-20]. （原始内容存档于2016-08-19）.
2. 1 2 3  . ORICON STYLE. 2016-12-05  [2016-12-05]. （原始内容存档于2016-12-06）.
3. ↑  . ORICON STYLE. 2016-12-26  [2016-12-26].
4. ↑  スマスマ最終回は５時間特番　生放送かなど詳細未定、交渉継続 （页面存档备份，存于） デイリースポーツ 2016年12月5日発行、同日閲覧。
5. ↑  . 产经新闻. 2016-12-23  [2016-12-23]. （原始内容存档于2016-12-24）.
6. ↑  . デイリースポーツ. 2016-12-27  [2016-12-27]. （原始内容存档于2016-12-27）.
7. ↑  . 体育日本. 2016-12-23  [2016-12-23]. （原始内容存档于2016-12-24）.
8. ↑  同年12月1日录制完成。
9. ↑  . デイリースポーツ. 2016-12-26  [2016-12-26]. （原始内容存档于2016-12-26）.
10. ↑  . 日刊スポーツ. 2016-12-26  [2016-12-26]. （原始内容存档于2016-12-27）.
11. ↑  スマスマ最終回、視聴率は23.1% 瞬間最高視聴率は27.4% （页面存档备份，存于） ORICON NEWS 2016年12月27日発行、2017年1月16日閲覧。

## 相关词条
- SMAP
- 杰尼斯事务所
- SMAP解散风波
- 努力吧！SMAP——《SMAP×SMAP》原型之一，富士电视台节目。
- 爱爱SMAP（日语：愛ラブSMAP）——《SMAP×SMAP》原型之一，东京电视台节目。